# Championnat d'Afrique féminin de football 1991
Navigation
Édition suivante
Le Championnat d'Afrique de football féminin 1991 est la première édition du Championnat d'Afrique de football féminin, une compétition de la Confédération africaine de football (CAF) qui met aux prises les meilleures sélections nationales féminines de football affiliées à la CAF.
L'édition 1991 du Championnat d'Afrique se déroule du 16 février au 30 juin 1991. Les sélections nationales de 8 pays s'affrontent dans un tournoi à élimination directe, avec des matchs aller-retour, y compris pour la finale. Le vainqueur du championnat se qualifie pour la Coupe du monde de football féminin 1991.
L'équipe du Nigeria décroche sa qualification pour la Coupe du monde après s'être imposée en finale face au Cameroun sur le score cumulé de 6-0.

## Nations participantes
Huit équipes participent à la compétition :
- Cameroun
- Congo
- Ghana
- Guinée
- Nigeria
- Sénégal
- Zambie
- Zimbabwe

## Format de la compétition
Le tournoi est disputé sur élimination directe, à matchs aller-retour, et comprend des quarts de finale, des demi-finales et une finale. Les vainqueurs sont qualifiés pour le tour suivant, les perdants éliminés.

## Tableau final
|  | Quarts de finale     | Quarts de finale     | Quarts de finale     | Quarts de finale     |         |         | Demi-finales | Demi-finales | Demi-finales | Demi-finales |  |  | Finale        | Finale        | Finale        | Finale        |
|  |                      |                      |                      |                      |         |         |              |              |              |              |  |  |               |               |               |               |
|  | 16 février et 3 mars | 16 février et 3 mars | 16 février et 3 mars | 16 février et 3 mars |         |         | 4 et 19 mai  | 4 et 19 mai  | 4 et 19 mai  | 4 et 19 mai  |  |  | 15 et 30 juin | 15 et 30 juin | 15 et 30 juin | 15 et 30 juin |
|  | 16 février et 3 mars | 16 février et 3 mars | 16 février et 3 mars | 16 février et 3 mars |         |         | 4 et 19 mai  | 4 et 19 mai  | 4 et 19 mai  | 4 et 19 mai  |  |  | 15 et 30 juin | 15 et 30 juin | 15 et 30 juin | 15 et 30 juin |
|  | Nigeria              | Nigeria              | 5                    | 2                    |         |         | 4 et 19 mai  | 4 et 19 mai  | 4 et 19 mai  | 4 et 19 mai  |  |  | 15 et 30 juin | 15 et 30 juin | 15 et 30 juin | 15 et 30 juin |
|  | Nigeria              | Nigeria              | 5                    | 2                    |         |         | 4 et 19 mai  | 4 et 19 mai  | 4 et 19 mai  | 4 et 19 mai  |  |  | 15 et 30 juin | 15 et 30 juin | 15 et 30 juin | 15 et 30 juin |
|  | Ghana                | Ghana                | 1                    | 1                    |         |         | 4 et 19 mai  | 4 et 19 mai  | 4 et 19 mai  | 4 et 19 mai  |  |  | 15 et 30 juin | 15 et 30 juin | 15 et 30 juin | 15 et 30 juin |
|  | Ghana                | Ghana                | 1                    | 1                    | Nigeria | Nigeria | 3            | 4            |              |              |  |  | 15 et 30 juin | 15 et 30 juin | 15 et 30 juin | 15 et 30 juin |
|  | 3                    |                      |                      |                      | Nigeria | Nigeria | 3            | 4            |              |              |  |  | 15 et 30 juin | 15 et 30 juin | 15 et 30 juin | 15 et 30 juin |
|  |                      |                      | Guinée               | Guinée               | 0       | 0       |              |              |              |              |  |  | 15 et 30 juin | 15 et 30 juin | 15 et 30 juin | 15 et 30 juin |
|  | Sénégal              | Sénégal              | Guinée               | Guinée               | 0       | 0       | forfait      | forfait      |              |              |  |  | 15 et 30 juin | 15 et 30 juin | 15 et 30 juin | 15 et 30 juin |
|  | Sénégal              | Sénégal              |                      |                      |         |         |              | forfait      |              |              |  |  | 15 et 30 juin | 15 et 30 juin | 15 et 30 juin | 15 et 30 juin |
|  | Guinée               | Guinée               | -                    | -                    |         |         |              |              |              |              |  |  | 15 et 30 juin | 15 et 30 juin | 15 et 30 juin | 15 et 30 juin |
|  | Guinée               | Guinée               | -                    | -                    | Nigeria | Nigeria | 2            | 4            |              |              |  |  |               |               |               |               |
|  |                      |                      |                      |                      | Nigeria | Nigeria | 2            | 4            |              |              |  |  |               |               |               |               |
|  |                      |                      | Cameroun             | Cameroun             | 0       | 0       |              |              |              |              |  |  |               |               |               |               |
|  | Zimbabwe             | Zimbabwe             | Cameroun             | Cameroun             | 0       | 0       | forfait      | forfait      |              |              |  |  |               |               |               |               |
|  | Zimbabwe             | Zimbabwe             |                      |                      |         |         |              |              |              |              |  |  |               |               |               |               |
|  | Zambie               | Zambie               | -                    | -                    |         |         |              |              |              |              |  |  |               |               |               |               |
|  | Zambie               | Zambie               | -                    | -                    | Zambie  | Zambie  | forfait      | forfait      |              |              |  |  |               |               |               |               |
|  |                      |                      |                      |                      | Zambie  | Zambie  | forfait      | forfait      |              |              |  |  |               |               |               |               |
|  |                      |                      | Cameroun             | Cameroun             | -       | -       |              |              |              |              |  |  |               |               |               |               |
|  | Congo                | Congo                | Cameroun             | Cameroun             | -       | -       | forfait      | forfait      |              |              |  |  |               |               |               |               |
|  | Congo                | Congo                |                      |                      |         |         |              | forfait      |              |              |  |  |               |               |               |               |
|  | Cameroun             | Cameroun             | -                    | -                    |         |         |              |              |              |              |  |  |               |               |               |               |
|  | Cameroun             | Cameroun             | -                    | -                    |         |         |              |              |              |              |  |  |               |               |               |               |
|  |                      |                      |                      |                      |         |         |              |              |              |              |  |  |               |               |               |               |